# Garota de Ipanema
Garota de Ipanema (Flickan från Ipanema) är en brasiliansk bossa nova-jazzsång från 1962 med musik av Antônio Carlos Jobim och portugisisk text av Vinicius de Moraes.
Inspirationskällan till sången var enligt upphovsmännen en tonårsflicka som de ofta såg gå förbi utanför kaféet Veloso i Rio de Janeiro-stadsdelen Ipanema, där de arbetade med en musikal med namnet Dirigível. Sången hade från början titeln "Menina que passa" ("flickan som går förbi").
Den första kommersiella inspelningen gjordes med Pery Ribeiro (1937-2012) 1962. Inspelningen från 1963 med Stan Getz och João Gilberto, där den senares hustru Astrud Gilberto sjunger Norman Gimbels engelska text (The girl from Ipanema), blev en stor internationell framgång och vann en amerikansk Grammy Award 1965. Den har därefter tolkats av åtskilliga artister, som Nat King Cole, Ella Fitzgerald och Frank Sinatra. Enligt tidskriften Performing Songwriter är det den näst mest inspelade popsången någonsin, efter Yesterday av The Beatles.
Flickan som inspirerade till sången identifierades 1965 som Heloísa Eneida Menezes Paes Pinto. Senare gift som Helô Pinheiro har hon förblivit en mediapersonlighet i Brasilien.